# Ulrich von Waldow
Ulrich von Waldow (* 5. Juni 1863 in Mehrenthin, Landkreis Friedeberg Nm.; † 3. September 1936 in Wildungen) war ein deutscher Verwaltungsbeamter.

## Leben

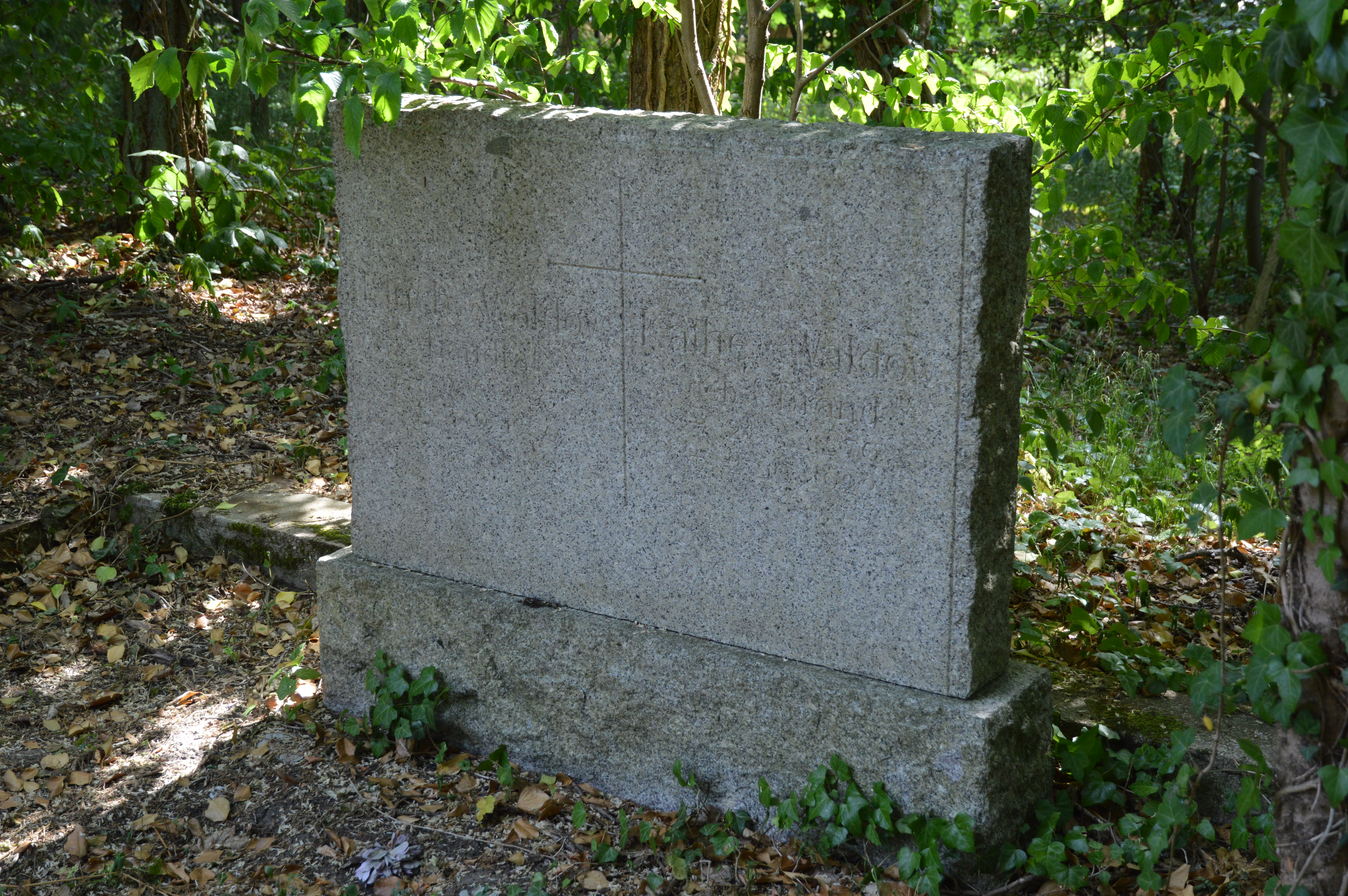
Grabstein in Mehrenthin: Ulrich von Waldow und seine Frau Kathy (Käthe) geb. von Brandt

Ulrich von Waldow entstammte dem Adelsgeschlecht von Waldow. Seine Eltern waren der Gutsbesitzer Robert von Waldow-Mehrentin und Mathilde von Köller, Tochter des Ernst-Matthias von Köller und der Mathilde von Wedel. In seiner Schulzeit auf der Ritterakademie Brandenburg lernte er u. a. Karl von Baerensprung, Hans von Flotow, Hans von Tschirschky und Bögendorff und Georg Graf von Waldersee kennen.
Er studierte Rechtswissenschaften an der Ruprecht-Karls-Universität Heidelberg. 1883 wurde er Mitglied des Corps Saxo-Borussia Heidelberg. Nach dem Studium trat er in den preußischen Staatsdienst ein. 1892 bestand er bei der Regierung in Frankfurt das Regierungsassessor-Examen. Von 1899 bis zu seinem Rücktritt am 1. Mai 1919 war er Landrat des Landkreises Friedeberg Nm. Anschließend lebte er in Wutzig, Neumark.
Seine Ehefrau war Käthe von Brandt, das Ehepaar blieb kinderlos.

## Auszeichnungen
- Ernennung zum Geheimen Regierungsrat[2]